# Zw. Bliesdalheim und Herbitzheim
Zw. Bliesdalheim und Herbitzheim este o arie protejată (arie specială de conservare — SAC, sit de importanță comunitară — SCI, arie de protecție specială avifaunistică — SPA) din Germania întinsă pe o suprafață de 124,07 ha, integral pe uscat.

## Localizare
Centrul sitului Zw. Bliesdalheim und Herbitzheim este situat la coordonatele 49°09′59″N 7°14′12″E / 49.1664°N 7.2367°E.

## Înființare
Situl Zw. Bliesdalheim und Herbitzheim a fost declarat sit de importanță comunitară în octombrie 2000 pentru a proteja 8 specii de animale. Alte tipuri de protecție:
- arie de protecție specială avifaunistică (în februarie 2006)[3]
- arie specială de conservare (în ianuarie 2015)[2][4][5]

## Biodiversitate
Situată în ecoregiunea continentală, aria protejată conține 4 habitate naturale: Pajiști uscate seminaturale și facies de acoperire cu tufișuri pe substraturi calcaroase (Festuco-Brometalia) (* situri importante pentru orhidee), Fânețe de joasă altitudine (Alopecurus pratensis, Sanguisorba officinalis), Păduri de fag Asperulo-Fagetum, Păduri de stejar sau de stejar și carpen sub-atlantice și medio-europene de Carpinion betuli.
La baza desemnării sitului se află mai multe specii protejate:
- păsări (6): prepeliță (Coturnix coturnix), presură sură (Emberiza calandra), capîntortură (Jynx torquilla), sfrâncioc roșiatic (Lanius collurio), ciocârlie de pădure (Lullula arborea), mărăcinar negru (Saxicola torquatus)
- nevertebrate (2): fluturele auriu (Euphydryas aurinia), fluturele purpuriu (Lycaena dispar)

Pe lângă speciile protejate, pe teritoriul sitului au mai fost identificate 8 specii de plante, 5 specii de nevertebrate.